# DEFEAT
「DEFEAT」（デフィート）は、日本のロックバンド・L'Arc〜en〜Ciel、VAMPSのボーカリストで、シンガーソングライターであるHYDEの2作目の配信シングル。2020年12月25日発売。発売元はVirgin Music。

## 解説
前作「LET IT OUT」から約1ヶ月ぶりとなるシングルで、「HALLOWEEN PARTY -プペルVer.-」以来2作目となる配信シングル。
本作の表題曲「DEFEAT」は、艶っぽい吐息のようなヴォイスとピアノのイントロから始まり、激しいヘヴィ・ロック調に展開していく楽曲になっている。ちなみにこの曲は、2020年11月12日に発売されたゲーム『デビルメイクライ5 スペシャルエディション』とのコラボレーションソングとして発表されており、同年11月5日には1コーラスが先行公開されている。そして、同年12月から開催するアコースティックライヴツアー「HYDE LIVE 2020-2021 ANTI WIRE」を意識し、ツアー初日の前日にこの曲が配信リリースされている。なお、前述のゲームシリーズに関連するタイアップは「MAD QUALIA」以来2度目のこととなる。ちなみにこの曲の制作には、SHOW-HATE（SiM）がコンポーザー、Sugi（coldrain）がギタリストとして参加している。
ジャケットのアートワークには人間の両手が映し出されており、右手の指に"Definitely"の略語の＜DEF＝完全に＞、左手の指に＜EAT＝食べる＞の文字が描かれたものになっている。そして両手の文字を組み合わせることにより、楽曲タイトルの＜DEFEAT＝打ち勝つ＞を表すデザインになっている。
なお、配信日には公式YouTubeアーティストチャンネルにおいて、楽曲のフルサイズが無料公開されている。ちなみにこの動画では、上記ゲームの映像が全編で使われている。

## 収録曲
| #  | タイトル   | 作詞                                | 作曲                                | 編曲               | 時間 |
| -- | ---------- | ----------------------------------- | ----------------------------------- | ------------------ | ---- |
| 1. | 「DEFEAT」 | HYDE, SHOW-HATE from SiM, hico, Ali | HHDE, SHOW-HATE from SiM, hico, Ali | SHOW-HATE from SiM | 3:29 |

## タイアップ
DEFEAT
- PlayStation 5版ゲーム『デビルメイクライ5 スペシャルエディション』コラボレーションソング

## 参加ミュージシャン
- HYDE：Vocal
- SHOW-HATE from SiM：Arrangement & Instruments
- Sugi from coldrain：Guitars
  - appears by the courtesy of Warner Music Japan Inc.

## 収録アルバム
- 『HYDE［INSIDE］』 (#1)